# کلمه بالا! (ترانه)
«کلمه بالا!» (انگلیسی: Word Up!) یک آهنگ فانک و آر اند بی است که در ابتدا توسط گروه فانک آمریکایی کامئو در سال ۱۹۸۶ ضبط شد. این آهنگ به عنوان اولین تک آهنگ از دوازدهمین آلبوم آن‌ها به نام کلمه بالا (۱۹۸۶) منتشر شد. این آهنگ توسط اعضای گروه لری بلکمون و تومی جنکینز نوشته شده است. پخش مکرر آن در رقص آمریکایی، آر اند بی، و رادیو پرطرفدار معاصر، و همچنین موزیک ویدئوی ام‌تی‌وی آن (که در آن لووار برتون به عنوان یک کارآگاه پلیس در تلاش برای دستگیری گروه ظاهر می‌شود)، به این تک‌آهنگ کمک کرد تا به بهترین موفقیت گروه تبدیل شود.

## پخش و برخورد
«کلمه بالا!» اولین موفقیت کامئو در ۴۰ برتر ایالات متحده بود که در رتبه ششم در بیلبورد هات ۱۰۰ قرار گرفت و سه هفته در رتبه اول جدول R&B بیلبورد و یک هفته در رتبه اول جدول تک‌آهنگ‌های رقص داغ بیلبورد قرار گرفت.
در بریتانیا، «کلمه بالا» ده هفته را در فهرست ۴۰ جدول تک‌آهنگ‌های بریتانیا گذراند و در ۲۱ سپتامبر ۱۹۸۶ در رتبه سوم قرار گرفت - برای تاریخ پایان هفته ۲۷ سپتامبر ۱۹۸۶ -.

## نسخه لیتل میکس
گروه دخترانه بریتانیایی لیتل میکس نسخه کاور این آهنگ را برای اسپورت رلیف ۲۰۱۴ از طریق سایکو میوزیک و کلمبیا رکوردز منتشر کرد. در ۱۶ مارس ۲۰۱۴ به صورت دیجیتالی منتشر شد و به دنبال آن روز بعد یک نسخه فیزیکی منتشر شد که فقط برای خرید از سوپرمارکت‌های ساینس باری در دسترس بود.
«کلمه بالا» در جدول تک‌نفره‌های بریتانیا در رتبه ششم قرار گرفت و در ایرلند به بیست نفر برتر رسید. این آهنگ همچنین در استرالیا، اتریش، دانمارک، فرانسه، جمهوری چک و ژاپن در جدول چارت قرار گرفت. در برزیل طلا دریافت کرده است. این تک‌آهنگ همچنین در نسخه توسعه یافته دومین آلبوم استودیویی گروه درود (۲۰۱۳) گنجانده شده است.

### پس‌زمینه و انتشار
لیتل میکس اولین‌بار این تک‌آهنگ را در ۱۶ ژانویه ۲۰۱۴ از طریق توییتر رسمی خود پخش کرد. این آهنگ برای اولین‌بار در رادیو بی‌بی‌سی ۱ در ۲۰ ژانویه ۲۰۱۴ در طول برنامه صبحانه نیک گریمشاو پخش شد.
جلد این تک‌آهنگ در ۲۴ ژانویه ۲۰۱۴ فاش شد.

### پذیرش انتقادی
این آهنگ اکثراً نقدهای مثبتی دریافت کرد و پاپ جاستیس آن را به عنوان سومین نسخه بهترین آهنگ و سوم برای بهترین تک‌آهنگ اسپورت رلیف رتبه‌بندی کرد و به آهنگ ۷ از ۱۰ ستاره داد. کوین کوین پاد از دایرکت‌لیرس گفت که «هارمونی‌های [لیتل میکس] به صورت نقطه‌ای هستند و کل رکورد آتش خالص است.» و این که این آهنگ شانسی است که گروه موفق به موفقیت شماره یک شود. تولید آن نیز به تک‌آهنگ جانت جکسون «گربه سیاه» تشبیه شد.